# Mesoleptidea flavifrons
Mesoleptidea flavifrons là một loài tò vò trong họ Ichneumonidae.